# Gouania rosei
Gouania rosei là một loài thực vật có hoa trong họ Táo. Loài này được Wiggins mô tả khoa học đầu tiên năm 1950.